# 多聞院 (新宿区)
多聞院牛込不動(たもんいんうしごめふどう)は、東京都新宿区にある真言宗豊山派の寺院である。

## 概要
- 山号 照臨山
- 寺号 吉祥寺
- 本尊 大日如来
- 総本山 長谷寺（奈良県桜井市初瀬）
- 宗祖 弘法大師（空海）
- 中興祖 興教大師（覚鑁）
- 派祖 専誉僧正

## 歴史
室町時代末期から安土桃山時代にあたる天正年間（1573～1593）の頃、覺祐上人が現在の千代田区平河に開山したと伝えられた400年以上もの歴史のある古刹。弘法大師ゆかりの寺院を参詣する四国八十八ケ所の遍路を模して江戸近郊のお寺を巡る御府内八十八ケ所霊場を開設した正等和尚（1703～1774）が住職であった事でも知られる。

## 霊場
- 御府内八十八ヶ所霊場 第31番

## 境内
- 大正時代の女優　松井須磨子(1886～1919)の墓
- 江戸時代の琵琶法師　吉川湊一(1748～1829)の墓（新宿区登録史跡）

## 行事
- 花まつり　4月8日
- 施餓鬼法要　5月24日
- 大晦日　除夜の鐘　12月31日～1月1日
- その他　本堂や山門等のライトアップや催し物を定期的に開催

## 交通アクセス
外苑東通り沿いの寺院
- 都営地下鉄　大江戸線　牛込柳町　徒歩5分
- 東京メトロ東西線　早稲田　徒歩8分
- 東京メトロ東西線　神楽坂　徒歩9分
- 都営バス　白61　新宿西口～歌舞伎町～曙橋～牛込柳町～江戸川橋～目白駅～練馬車庫前
  - 牛込弁天町もしくは牛込保険センター前　徒歩2分

## 周辺
草間彌生美術館の真向かいに多聞院が所在。半径1km以内に、神楽坂・早稲田・牛込柳町・牛込神楽坂・江戸川橋など。